# مدينة الملك فهد الرياضية (الطائف)
مدينة الملك فهد في حي الحوية الواقع في الطائف، افتتحت عام 1984م. وتحتوي على استاد رياضي لكرة القدم وملاعب رديفة. ويقع مقر المدينة في الحوية في الطائف بمنطقة مكة المكرمة، واستضاف استاد مدينة الملك فهد الرياضية في الطائف بطولة كأس العالم للشباب التي أقيمت في المملكة العربية السعودية سنة 1989م، بالإضافة إلى دورة الألعاب الإسلامية 2005م. ويتسع استاد مدينة الملك فهد الرياضية لنحو 20.000 متفرج.

## مناسبات استضافتها المدينة
- كأس العالم تحت 20 سنة لكرة القدم عام 1989م.
- دورة التضامن الإسلامي الأولى بمنطقة مكة المكرمة عام 2005م.[5]
- بطولة كأس الملك سلمان للأندية العربية عام 2023م.[6]

## وصلات خارجية
- Stadium information